# Введеновка (Рязанская область)
Введеновка — село Ряжского района Рязанской области, входит в состав Алешинского сельского поселения.

## География
Село расположено в 13 км на северо-запад от центра поселения села Большая Алешня и в 4 км на юг от райцентра Ряжска.

## История
Введенское (Хупотка) в качестве носелебного села упоминается в окладных книгах, где сказано, что село это выселилось из « Ряского из Рожественского приходу Фофоновой слободы». Построенная в селе церковь освящена в 1700 году ноября в 21 числе, у новопостроенной церкви состояло первоначально церковной земли… 20 четвертей в поле, сенных покосов на 50 копен. Приходских дворов в селе состояло из двора попа, 31 двора помещиков, 49 дворов крестьянских, всего 81 двор. В 1825 году помещиком Семеном Федоровичем Аладьиным построена каменная Введенская церковь. В 1907 году в церкви устроена новая теплая каменная трапезная с 2-мя приделами: правый — в честь святителя Димитрия, митрополита Ростовского Чудотворца, освящен 11.10.1907, левый — в честь св. великомученицы Варвары, освящен 12.10.1910. В 1884 году священник Смирнов открыл церковно-приходскую школу. 
В XIX — начале XX века село входило в состав Фофоновской волости Ряжского уезда Рязанской губернии. В 1906 году в селе было 155 дворов.
С 1929 года село являлось центром Введенского сельсовета Ряжского района Рязанского округа Московской области, с 1937 года — в составе Рязанской области, с 2005 года — в составе Алешинского сельского поселения.

## Население
| 1859 | 1897 | 1906  | 2010 |
| ---- | ---- | ----- | ---- |
| 681  | ↗845 | ↗1056 | ↘143 |

## Достопримечательности
В селе расположена полуразрушенная Введенская церковь (1825).